# Platypalpus stroblii
Platypalpus stroblii is een vliegensoort uit de familie van de Hybotidae. De wetenschappelijke naam van de soort is voor het eerst geldig gepubliceerd in 1900 door Mik.